# Veliki Brezovec
Veliki Brezovec – wieś w Chorwacji, w żupanii zagrzebskiej, w gminie Gradec. W 2011 roku liczyła 189 mieszkańców.